# Свен III (Дания)
Свен III Датски/Свен III Грате (на датски: Svend III Grathe; * пр. 1120; † 23 октомври 1157, Вибор, Дания) от Дом Естридсон, е издигнат през 1146/1147 г. за крал на Дания (1137 – 1146) заедно с братовчед си Кнуд V († 9 август 1157). Признат е само в Зеланд и Сконе.

## Произход
Той е син на крал Ерик II (III) Емун от Дания († 1137) и съпругата му Малмфрид Мстиславна Киевска († сл. 1137), разведена от норвежкия крал Сигурд I Кръстоносеца († 1130), дъщеря на великия княз Мстислав I († 1132) и Кристина Шведска († 1122), дъщеря на Инге Стария, крал на Швеция. Полубрат е на кралица Кристин Сигурдсдатер от Норвегия († 1178).
Свен III е убит на 23 октомври 1157 г. при Вибор, Дания.

## Фамилия
Свен III Датски се жени 1152 г. за Адела фон Ветин-Майсен († 23 октомври 1181), дъщеря на маркграф Конрад I фон Майсен († 1157) и графиня Луитгардис фон Равенщайн († 1146), дъщеря на граф Адалберт фон Равенщайн († ок. 1121) и Бертрада (Берта) фон Бол от фамилията Хоенщауфен († сл. 1120/пр. 1142), сестра на крал Конрад III († 1152), дъщеря на император Хайнрих IV († 1106). Те имат две деца:
- Ерик ? Датски (* 1153; † 1157)
- Луитгард Датска, омъжена ок. 1180 г. за херцог Бертхолд III фон Андекс, граф на Андекс в Бавария, маркграф на Истрия и Крайна († 14 декември 1188)

Адела фон Ветин-Майсен се омъжва втори път края на 1157 г. за граф Адалберт III фон Баленщет († 1171).